# Reino do Camboja (1953-1970)
O Reino do Camboja (em quemer:  ព្រះរាជាណាចក្រកម្ពុជាទី១; em francês:  Premier royaume du Cambodge), também conhecido como período Sangkum (em khmer, សម័យសង្គមរាស្ត្រនិយម}}; abreviação de Sangkum Reastr Niyum ('Comunidade Socialista Popular '; em francês:  Communauté socialiste populaire), refere-se à primeira administração de Norodom Sihanouk  (1953 - 1970), entre o fim do protetorado francês e a fundação da República Khmer - um período de especial significado na história do país. É nessa época que  surge o Partido Comunista Khmer, cujos membros seriam logo apelidados de "Khmer Vermelho".
Norodom Sihanouk governou com vários títulos oficiais, sucessivamente, e às vezes simultaneamente: Rei (até 1955), primeiro-ministro (várias vezes), e depois Chefe de Estado (a partir de 1960). Os primeiros anos do regime, marcados pela dominação política de Norodom Sihanouk e seu movimento Sangkum, decorreram sob o signo de alguma prosperidade e um verdadeiro esforço para modernizar o país. A vida política do Camboja, no entanto, sentiu tanto o autoritarismo pessoal de Sihanouk, e sua posição internacional cada vez mais difícil de manter ao longo dos anos. O Camboja de Sihanouk, nos contextos da Guerra Fria e da Guerra do Vietnã, manteve uma neutralidade ambígua parecendo cada vez mais voltada para o peso político dos Estados Unidos ao apoio de países comunistas, incluindo a República Popular da China.
O primeiro governo de Sihanouk representou um momento especialmente significativo na história do Camboja. Norodom Sihanouk permaneceu como uma das figuras mais controversas do Sudeste Asiático, com uma história turbulenta e muitas vezes trágica do pós-Segunda Guerra Mundial. Seus admiradores incluem-no como um dos grandes pais da nação do Camboja, celebrando sua forte política  de neutralidade em relação aos conflitos deflagrados nos Estados vizinhos, visto que o Camboja se manteve afastado da sangrenta Guerra do Vietnã por mais de quinze anos até a traição de seu aliado político e colaborador próximo, Lon Nol. Outros o consideram como o principal culpado pela pobreza de sua terra natal, e sua chamada neutralidade também é vista como um simples ato de duplicidade, levando ao limiar da Guerra Civil Cambojana.
A derrubada de Sihanouk em 1970 foi seguida por um período de caos político, a Guerra Civil Cambojana, iniciada três anos antes, intensificou até terminar em 1975 com a tomada de poder pelo Khmer Rouge.